# Cratere Waters
Waters  è un cratere sulla superficie di Mercurio.